# Nata de Cantabrie
Le nata de Cantabrie, ou queso nata de Cantabria en espagnol, est un fromage espagnol fabriqué en Cantabrie. Il s'agit d'un fromage à pâte pressée non cuite, peu affiné, au lait de vache pasteurisé. Il est protégé par une appellation d'origine protégée depuis 1996.

## Description
Le nata de Cantabrie se présente sous forme de cylindres ou de pavés pesant entre 400 g et 2,8 kg. La croûte est blanche et douce. La pâte est blanche, crémeuse mais solide, sans yeux ni trous.
Le nata de Cantabrie a une teneur en matière grasse de 45 % sur extrait sec.

## Fabrication
Le nata de Cantabrie est fabriqué à partir de lait pasteurisé issu de vaches de race frisonne. Les vaches doivent être élevés dans une zone géographique correspondant à l'ensemble de la Cantabrie à l'exception des communes de Tresviso et de Cillorigo.
Le lait est d'abord caillé à une température de 30°C durant 40 minutes. Le caillé obtenu est ensuite découpé jusqu'à obtenir un grain de 5mm de diamètre, puis chauffé jusqu'à 34°C. Le fromage est alors moulé, pressé pendant 24 heures, puis salé par immersion dans un bain de saumure. Enfin, il est affiné pendant au moins 7 jours durant lesquels il est régulièrement retourné et nettoyé.

## Histoire
La production de fromage dans la région est attestée dès le XVIIe siècle.
Le nata de Cantabrie est d'abord protégé en 1985 en Espagne par une denominacion de origen sous le nom de queso de Cantabria (fromage de Cantabrie). En 1996 il est protégé à l'échelle européenne par une appellation d'origine protégée sous le même nom. En 2007, l'appellation est changée pour queso nata de Cantabria (fromage crémeux de Cantabrie) pour mieux correspondre à l'usage.